# Erbkämmerer
Erbkämmerer hieß im Heiligen Römischen Reich und seinen Territorien der Kämmerer, wenn er dieses Hofamt als Erbamt ausübte.
Bei der Krönung eines Kaisers oder Römischen Königs stand es seit 1356 dem Markgrafen von Brandenburg als Erzamt zu (die Erbämter der Kurfürsten wurden Erzämter genannt). Er trug den Titel Erzkämmerer (Archicamerarius) und führte als Amtszeichen in seinem Wappen ein goldenes Reichszepter in blauem Feld. Im Laufe der Zeit ließ sich der Erzkämmerer in seinen zeremoniellen Aufgaben zunehmend von Gesandten bzw. einem hierzu eingesetzten Reichserbkämmerer vertreten, dessen Amt wiederum zu den erblichen Hofämtern zählte.

## Wichtige Amtsinhaber in verschiedenen Reichsterritorien
- Bohuslaw I. Hrabischitz, Herr von Osek, wurde 1224 Oberstlandkämmerer im Königreich Böhmen, das Amt verblieb erblich in seiner Familie
- Konrad Rupert von Boxberg erhielt 1287 mit der Herrschaft Schweinberg Amt und Würden des Erbkämmerers des Herzogtums Franken
- Die Herren von und zu Schachten waren ab 1246 Erbkämmerer des Damenstifts Heerse
- Arnold von Berlepsch war ab 1369 Erbkämmerer von Hessen
- Ritter Emond von Engelsdorf (1330–1398) war ab 1384 Erbkämmerer des Herzogtums Luxemburg
- Konrad IX. von Weinsberg (um 1370–1448) war als Reichserbkämmerer im Dienste von König (später Kaiser) Sigismund und König Albrecht II.
- Bei dem Geschlecht Bock von Wülfingen war ab 1400 abwechselnd der Älteste der Linien Bockerode, Gronau und Elze Erbkämmerer des Hochstifts Hildesheim
- Arnold von Harff war 1504–1505 Erbkämmerer des Herzogtums Geldern
- Hans IX. von Gültlingen († 1514) war ab 1495 Erbkämmerer von Württemberg
- Christian Julius von Hoym (1586–1656) war Erbkämmerer des Fürstentums Halberstadt
- Daniel Dietrich von Landsberg zu Erwitte war ab 1647 Erbkämmerer von Kurköln
- Alexander Erskein war ab 1652 Erbkämmerer der Herzogtümer Bremen und Verden
- Adolf Sigismund Reichsfreiherr Raitz von Frentz zu Kendenich (Reichsfreiherr seit 4. April 1635), Hausmarschall des Kurfürstentum Köln; Landhofmeister des Kurfürstentum Köln (1640–1651), Amtmann zu Hülchrath, seit 1620 mit dem Erbkämmereramt des Erzstiftes Köln belehnt.[2][3]
- Ferdinand Reichsfreiherr Raitz von Frentz zu Kendenich, Erbkämmerer, geheimer Rat und seit 1647 auch Oberstallmeister des Erzstiftes Köln.
- Otto von Schwerin (1645–1705) war Erbkämmerer der Kurmark
- Lorenz Christoph von Somnitz (1612–1678) war ab 1655 Erbkämmerer von Hinterpommern
- Joachim Andreas von Maltzan, Freiherr zu Wartenberg (1707–1786), war ab 1779 Ober-Erbkämmerer im Herzogtum Schlesien
- Johann Matthias von Galen (1800–1880), der Vater von Maximilian Gereon Graf von Galen, war Erbkämmerer des Hochstifts Münster
- Die Herren und Freiherren von Cramm stellten seit 1250 fast ununterbrochen die Erbkämmerer im Herzogtum Braunschweig-Lüneburg.